# Кадастри природних ресурсів
Кадастри природних ресурсів (NRA) — система екологічних кадастрів, метою якої є збір на систематичній основі кількісної та якісної інформації про стан  природних ресурсів та їх еволюцію. У фізичних показниках відображаються запаси і потоки ресурсів, потоки ресурсів між довкіллям та економікою і потоки ресурсів усередині економіки. Існують три основні види застосування кадастрів природних ресурсів для прийняття рішень: управління ресурсами (тобто кадастри природної спадщини), аналіз політики чи вжитих заходів, інформація щодо впливів галузевої економічної діяльності на потоки і запаси ресурсів і назад — наприклад, кадастри лісів, внутрішніх вод з їх балансними таблицями та надання основи для створення допоміжних кадастрів і розробка показників розвитку. Використовуються два види природно-ресурсних кадастрів — кадастри екологічних ресурсів і кадастри природно-матеріальних ресурсів.

## Ресурси Інтернету
- Еколого-економічний словник  [Архівовано 27 червня 2013 у Wayback Machine.]
- Економічна цінність природи  [Архівовано 27 вересня 2013 у Wayback Machine.]
- Концепция общей экономической ценности природных благ  [Архівовано 26 березня 2014 у Wayback Machine.]
- Традиционные и косвенные методы оценки природных ресурсов